# Thyrocopa kikaelekea
Thyrocopa kikaelekea, a loài of flightless bướm đêm from Hawaii in chi Thyrocopa, gần đây được phát hiện bởi nhà côn trùng học tại Đại học California, Berkeley và mô tả năm 2008.
Chiều dài cánh trước khoảng 8–11 mm. Con trưởng thành hoạt động ban ngày. Con trưởng thành bay ít nhất từ tháng 5 đến tháng 9.
Ấu trùng có lẽ ăn xác của Sophora chrysophylla hoặc cỏ như Deschampsia.